# Ralana

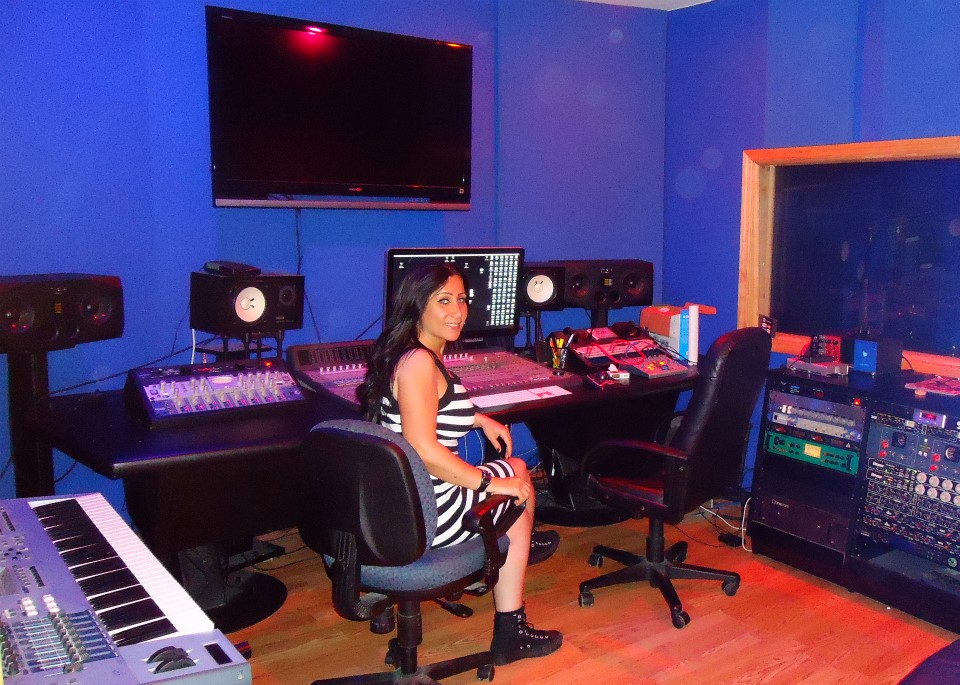
Ralana em um estúdio de gravação

Fadia Dirawi (nascida a 28 de dezembro de 1975), mais conhecida por seu nome artístico Ralana, é uma cantora, compositora, produtora discográfica e DJ sueca actualmente residente no Dubai. Dirawi também é CEO e fundadora de Xlency Records.
Começou a sua carreira musical cantando em árabe e também música mediterrânica, mas em 2014 expandiu-se com o single "Struck By Lightning". Um ano mais tarde, foi #1 no EDM de ReverbNation, com o single "Money Talks", distribuído pela marca holandesa Spinnin' Records. Em 2015 também se associou com Zo Baren e gravaram "Toi et Moi", que se lançou em Médio Oriente e no Norte de África. O seu mais recente singelo "When The Sun", lançado a 8 de junho de 2018, atingiu o #2 nas listas do EDM de Estocolmo.

## Biografia
Ralana nasceu a 28 de dezembro de 1975, em Beirut, de pais palestinianos que emigraram na década de 1980 para a Suécia, onde ela cresceu. Ralana estudou Comércio e Administração em Värnhemsskolan, em Malmö. Como menina sonhava com ser artista.

## Carreira
Ao terminar os seus estudos, começou uma carreira na televisão sueca, antes de decidir perseguir uma carreira musical. Em 2005 lançou o seu primeiro single, chamado "Taqleaa", a canção foi publicada em Kelma, uma colecção egípcia da gravadora "Kelma Musical Production".
Em 2007, lançou o seu álbum de estreia, chamado "Meen Kal". Um vídeo musical para a canção "Ma Testahilneesh" foi lançado para promover o álbum e foi transmitido no canal de música Mazzika Alam El Phan. "Meen Kal" foi distribuído por ARM Records. 
Em 2010, lançou um novo single chamado "Zalan Menny". Este atingiu o sucesso comercial no mundo árabe, levando-a a participar em programas de televisão, revistas, jornais e até num filme. Em 2014, começou uma carreira internacional, mais centrada na música electrónica. No mesmo ano, lançou o seu primeiro single "Struck by Lightning".
No ano seguinte, lançou a canção "Toi et moi", uma associação com o músico argelino ZO Baren. O tema foi lançado no Médio Oriente e no Norte de África, e promovido em rádios comerciais de vários territórios, incluindo Paris, Dubai e Beirut. "Toi et moi" foi seguido pelo single solo "Money talks", produzido por SkyeLab Music Group. O single encabeçou o EDM ReverbNation na Suécia e também a nível mundial. Devido ao seu sucesso, foi eleito para ser distribuído pela marca discográfica holandesa Spinnin' Records.
A 8 de junho de 2018, lançou o seu novo single "When The Sun". A canção atingiu o #2 na EDM de Estocolmo.

## Vida pessoal
Ralana é também conhecida por seu apelido, Lana. Muitos jornalistas, amigos e inclusive a sua família chamam-na dessa forma. Devido às suas linhagens multi-étnicas, consegue falar árabe, inglês e sueco com fluidez. Ralana tem um irmão gémeo.